# Communauté de communes Grand-Figeac (vor 2017)
Die Communauté de communes Grand-Figeac (vor 2017) ist ein ehemaliger französischer Gemeindeverband mit der Rechtsform einer Communauté de communes in den Départements Lot und Aveyron der Region Okzitanien. Er wurde am 1. Januar 2014 gegründet und umfasste 80 Gemeinden. Der Verwaltungssitz befand sich im Ort Figeac. Die Besonderheit war die Département-übergreifende Struktur der Gemeinden.

## Historische Entwicklung
Die Vorgängerorganisation Communauté de communes Figeac-Communauté wurde 1997 gegründet und fusionierte 2014 mit der Communauté de communes de la Vallée et du Causse, der Communauté de communes Causse Ségala-Limargue und Teilen der Communauté de communes Lot-Célé zur nunmehrigen Communauté de communes Grand-Figeac.
Mit Wirkung vom 1. Januar 2017 fusionierte der Gemeindeverband mit der Communauté de communes du Haut-Ségala und bildete so die Nachfolgeorganisation Communauté de communes Grand-Figeac. Trotz der Namensgleichheit mit der Vorgängerorganisation handelt es sich um eine Neugründung mit anderer Rechtspersönlichkeit.

## Ehemalige Mitgliedsgemeinden

### Département Lot
1. Albiac
2. Anglars
3. Assier
4. Aynac
5. Bagnac-sur-Célé
6. Béduer
7. Le Bourg
8. Boussac
9. Le Bouyssou
10. Brengues
11. Cadrieu
12. Cajarc
13. Calvignac
14. Cambes
15. Camboulit
16. Camburat
17. Capdenac
18. Carayac
19. Cardaillac
20. Corn
21. Cuzac
22. Durbans
23. Espagnac-Sainte-Eulalie
24. Espédaillac
25. Espeyroux
26. Faycelles
27. Felzins
28. Figeac
29. Flaujac-Gare
30. Fons
31. Fourmagnac
32. Frontenac
33. Gréalou
34. Grèzes
35. Issendolus
36. Issepts
37. Labathude
38. Lacapelle-Marival
39. Larnagol
40. Larroque-Toirac
41. Lentillac-Saint-Blaise
42. Leyme
43. Linac
44. Lissac-et-Mouret
45. Livernon
46. Lunan
47. Marcilhac-sur-Célé
48. Molières
49. Montbrun
50. Montet-et-Bouxal
51. Montredon
52. Planioles
53. Prendeignes
54. Puyjourdes
55. Quissac-en-Quercy
56. Reilhac
57. Reyrevignes
58. Rudelle
59. Rueyres
60. Saint-Bressou
61. Saint-Chels
62. Sainte-Colombe
63. Saint-Félix
64. Saint-Jean-de-Laur
65. Saint-Jean-Mirabel
66. Saint-Maurice-en-Quercy
67. Saint-Perdoux
68. Saint-Pierre-Toirac
69. Saint-Simon
70. Saint-Sulpice
71. Sauliac-sur-Célé
72. Sonac
73. Thémines
74. Théminettes
75. Viazac

### Département Aveyron
1. Asprières
2. Capdenac-Gare
3. Causse-et-Diège
4. Salvagnac-Cajarc
5. Sonnac